# Anguillita
Anguillita je mali, nenaseljeni stjenoviti otok kraj zapadnog vrha, dio britanskog prekomorskog područja Angvile, na Karibima. To je najjužnija točka ovog teritorija.

## Karakteristike
Za razliku od otoka Scrub, većeg otoka na istočnom vrhu i koji ima dvije izvrsne plaže, Anguillita je rijetko posjećena, jer je zapadni vrh otoka Anguille gotovo nedostupan pješice. Rijetko ga posjećuju turisti, iako je dostupan kajakom.
More uz obalu otoka je zanimljivo za ronioce, a mogu se vidjeti barakude, raže i kornjače. Na dubini od 5-20 metara nalaze se tri izbočena mini-zida i brojne male podvodne špilje.